# William Pennington
William Pennington (ur. 4 maja 1796 w Newark, zm. 16 lutego 1862 tamże) – amerykański polityk.

## Życiorys
Urodził się 4 maja 1796 roku w Newark. W 1813 roku ukończył Princeton College, a następnie podjął pracę urzędnika w sądzie okręgowym. Jednocześnie studiował nauki prawne, został przyjęty do palestry i w latach 20. rozpoczął prowadzenie prywatnej praktyki prawniczej. W 1828 roku został wybrany do legislatury stanowej New Jersey, gdzie zasiadał przez cztery lata. W 1837 roku wygrał wybory na gubernatora New Jersey. Sześć lat później nie uzyskał reelekcji i został mianowany przez prezydenta Millarda Fillmore’a gubernatorem terytorium Minnesoty, lecz odmówił objęcia urzędu. W 1858 roku wygrał wybory do Izby Reprezentantów z ramienia Partii Republikańskiej. W izbie niższej Kongresu zasiadał dwa lata, a w ciągu ostatniego roku pełnił także rolę spikera Izby. Zmarł 16 lutego 1862 roku w Newark.
Był żonaty z Caroline Burnet, z którą miał czworo dzieci. Jego kuzynem był Alexander Cumming McWhorter Pennington.